# Pișkî, Korsun-Șevcenkivskîi
Pișkî (în ucraineană Пішки) este localitatea de reședință a comunei Pișkî din raionul Korsun-Șevcenkivskîi, regiunea Cerkasî, Ucraina.

## Demografie
Componența lingvistică a localității Pișkî
     Ucraineană (99,21%)
     Alte limbi (0,79%)
Conform recensământului din 2001, majoritatea populației localității Pișkî era vorbitoare de ucraineană (99,21%), existând în minoritate și vorbitori de alte limbi.